# Hermandad de Jesús Cautivo (Málaga)
La Real, Muy Ilustre y Venerable Cofradía de Nazarenos de Nuestro Padre Jesús Cautivo, María Santísima de La Trinidad Coronada y del Glorioso Apóstol Santiago es una cofradía de la Semana Santa de Málaga, en España. 
Sale en procesión el Lunes Santo y sus imágenes titulares están entre las más veneradas por los malagueños. Tiene su sede canónica en la Parroquia de San Pablo del barrio de La Trinidad y su Casa-Hermandad en el número 95 de la Calle Trinidad.
En 2025 contaba con 4.149 hermanos y sacaba a la calle 700 nazarenos.

## Historia

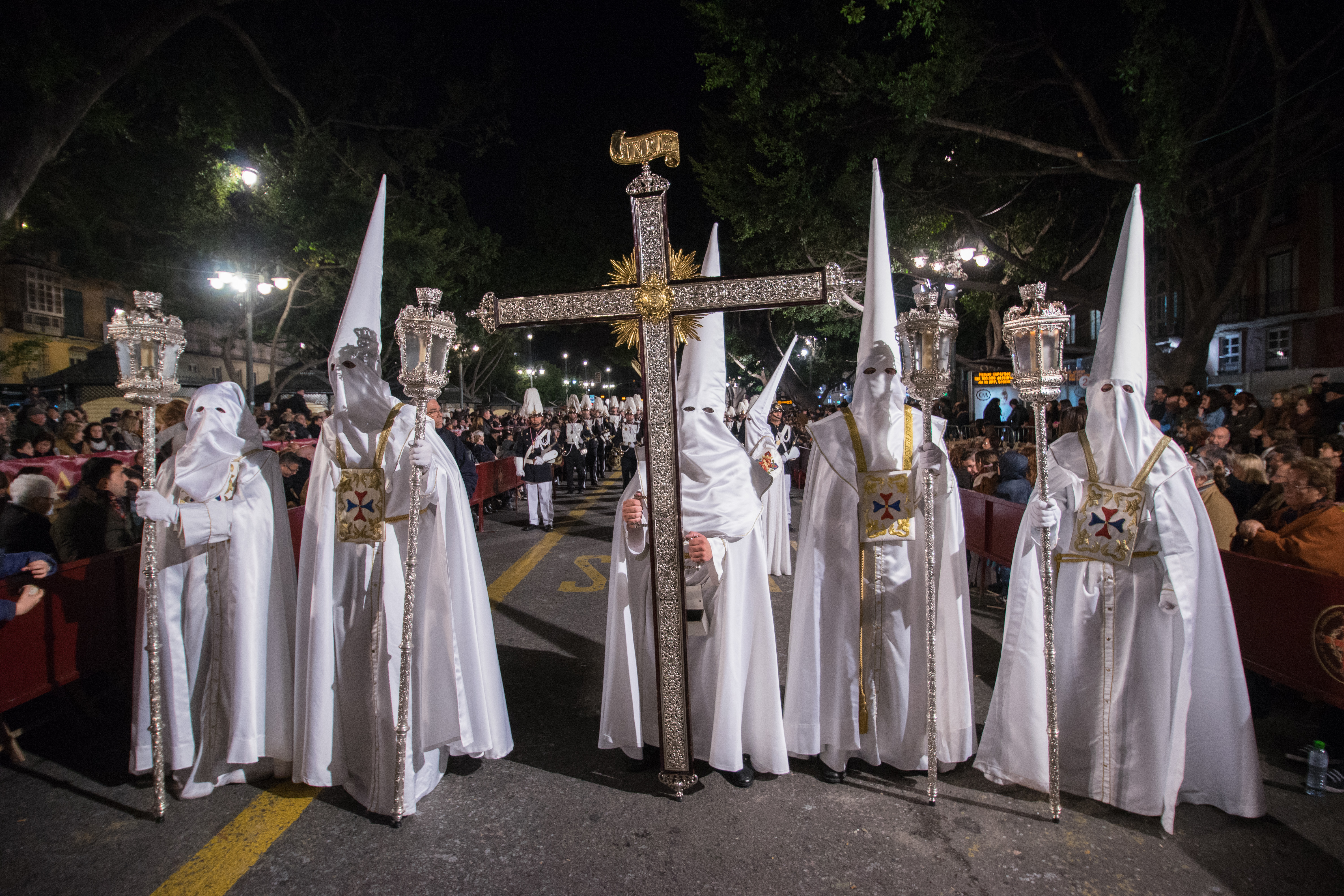
Cruz Guía de la Cofradía.

La Hermandad fue fundada en 1934, en una de las aulas del antiguo colegio trinitario Ave María, por Julio Cabrera Orellana, José Carrasco Castilla, José María Martín del Nido, Adolfo Garín Sarmiento, José Antonio Luque Martín, Salvador Luque Martín, Ricardo Ballesteros Gálvez, José Rodríguez Pérez y Ramón Donate de la Barrera Caro, bajo la dirección espiritual del párroco Antonio Hidalgo Vilaret, en torno a la imagen de María Santísima de la Trinidad. Durante la guerra civil española, la imagen de la Virgen fue ocultada en el patio de la casa del fundador de la hermandad, en el trinitario pasaje Zambrana. En 1939 se incorporó Nuestro Padre Jesús Cautivo, obra de José Gabriel Martín Simón, a la cofradía y, a finales de ese mismo año, es admitida en la Agrupación de Cofradías. En 1968, se decide cambiar la imagen titular de la Virgen, adquirida en un anticuario (anónima del siglo XIX) por la actual, de Francisco Buiza Fernández. En 1996 Jesús Cautivo presidió un Vía crucis extraordinario organizado por la Agrupación de Cofradías. En el año 2000, María Santísima de la Trinidad fue coronada canónicamente. Con motivo del 75.º aniversario de la cofradía, la Virgen recorrió su barrio en el trono de palio (acostumbra a hacerlo en un pequeño trono), el día de su festividad, colocándose una placa conmemorativa en el pasaje Zambrana (lugar antes mencionado, donde se ocultó la antigua imagen mariana). El 14 de noviembre de 2009, Nuestro Padre Jesús Cautivo salió en una procesión extraordinaria hasta la Plaza del Obispo, donde se llevó a cabo un acto litúrgico. Además de presentar en ese día su banda propia de cornetas y tambores. Desde 1953 está vinculada con el Cuerpo de Regulares tanto de Ceuta 54 y de Melilla 52. Desde 2013, los Regulares, participan en la procesión únicamente con representación de los mandos, ya que la Cofradía aprobó en su día, no desplazar a la Tropa por el alto coste. En el año 2017, cuando la cofradía pasaba por calle Carretería, una estampida sacudió la cofradía, siendo la primera vez que ocurría esto en la Semana Santa Malagueña.

## Iconografía
Nuestro Padre Jesús Cautivo es un Ecce Homo revestido con túnica blanca. 
La virgen cumple con los cánones de una dolorosa.

## Imágenes
- Nuestro Padre Jesús Cautivo es obra del granadino José Gabriel Martín Simón (1934). Restaurado en la segunda mitad del siglo XX por Agustín Clavijo, y en 2017 por Juan Manuel Miñarro López.
- María Santísima de la Trinidad es obra de Francisco Buiza (1968). Restaurada en el año 2013 por el restaurador sevillano Enrique Gutiérrez Carrasquilla.

## Tronos
- El trono del Señor es obra de Seco Velasco (1953), faroles de Santos Campanario (1993), arco de campana y cabezas de varal, de J. Brihuega (1986), (1987), (252 hombres de trono). En el año 2019, se llevó a cabo una ampliación de la parte inferior del cajillo realizada por los Hermanos Delgado, bajo diseño de Salvador de los Reyes.

- El trono de la Virgen de la Trinidad es de Villarreal, bajo diseño de J. Casielles del Nido (1972), candelería, ánforas, cabezas de varal y arco de campana de J. Brihuega (1987). Barras de palio de Villarreal, manto de terciopelo color cardenal, de Joaquín Salcedo Canca (2008) y peana de Maestrante, diseño de J.Castellanos. Corona de plata sobredorada, marfil y brillantes de los Hnos. Delgado López (2000). En la Semana Santa del año 2019, el conjunto procesional fue culminado con el palio bordado en terciopelo cardenal por los talleres de Joaquín Salcedo que vino a sustituir el anterior bordado en oro por las R.R.M.M. Adoratrices (1986)

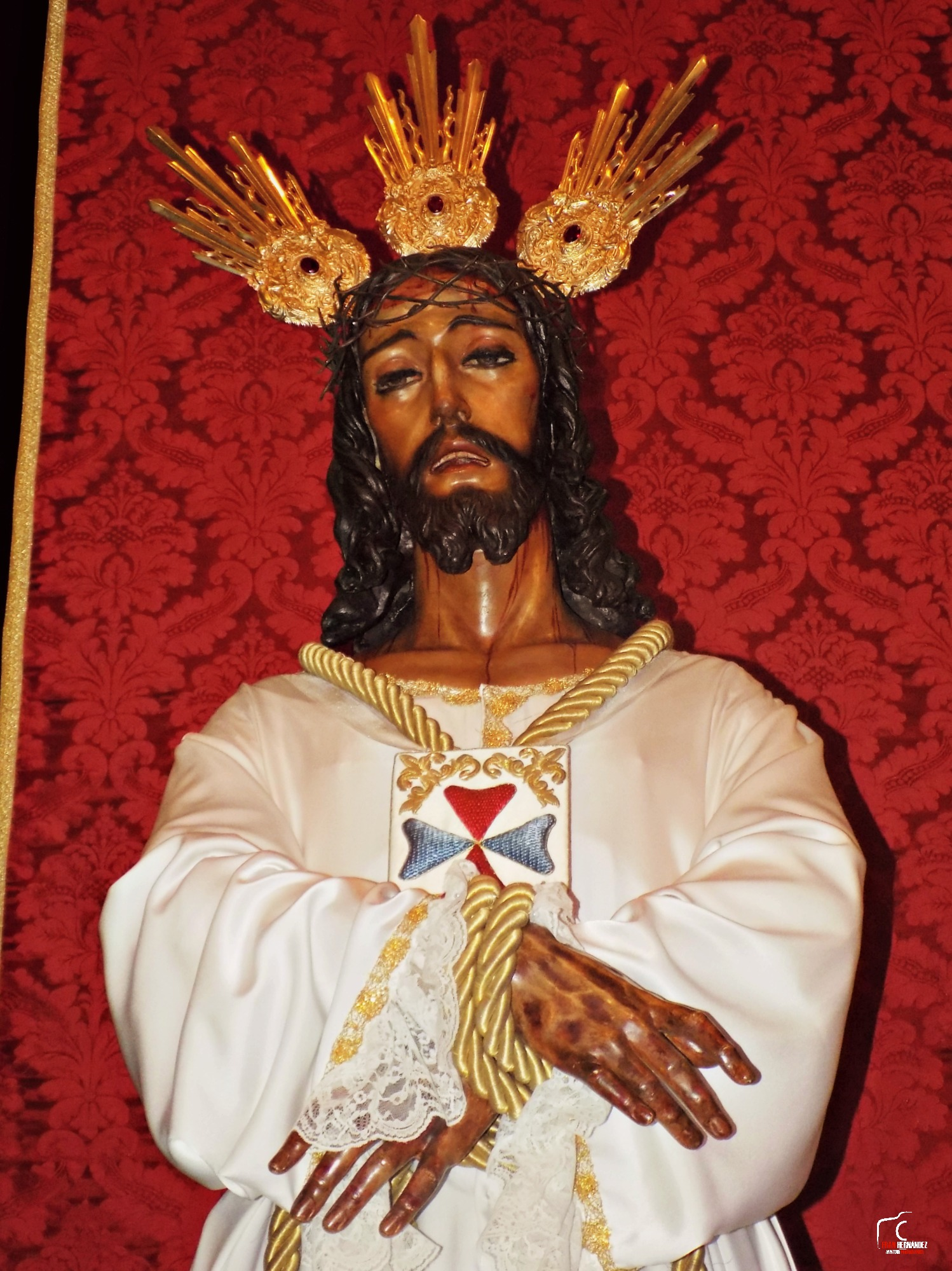
Nuestro Padre Jesús Cautivo

## Marchas dedicadas
Banda de Música:
- La Virgen de la Trinidad, José Andreu Navarro (1948)
- Virgen de la Trinidad, Perfecto Artola Prats (1989)
- Cautivo, Francisco Martín Pino (s/f)
- Nuestro Padre Jesús Cautivo, José Aguilar Lima (1990)
- Madre Trinitaria, José Aguilar Lima (1993)
- Jesús Cautivo, Miguel Pérez Díaz (1998)
- Alma de la Trinidad, Eloy García López (2000)
- Coronación de la Trinidad, José Antonio Molero Luque (2000)
- Reina de la Trinidad, J. Aguilar Lima (2000)
- Trinidad Coronada, José Jiménez Carra (2000)
- Trinidad, Reina y Señora, Francisco Javier Alonso Delgado (2005)
- Trinidad, Miguel Pérez Díaz (2006)
- Trinidad, a tus pies, Claudio Gómez Calado (2007)
- La Trinidad, José de la Vega Sánchez (2009)
- Rezo a tus pies, José Antonio Molero Luque (2009)
- Trinidad Sinfónica, Alfonso López Cortés (2009)
- María Santísima de la Trinidad Coronada, Antonio Moreno Pozo (2011)
- Al Divino Cautivo, Francisco Grau Vegara (2013)
- Santísima Virgen de la Trinidad, Jacinto Manuel Rojas Guisado (2014)
- Trinidad Coronada, Francisco Jesús Flores Matute (2014)
- Consuelo de los enfermos, José Aguilar Lima (2015)
- Trinidad, Misterio y Fe, Manuel Miguel López Martínez (2015)
- Lágrimas de San Pablo, Pablo Manzanares Méndez (2015)
- Pasa la Virgen de la Trinidad, Sergio Bueno de la Peña (2016)
- Trinitas, Adolfo Gálvez González (2017)
- Cautivo, Francisco Martín Pino (2018)
- Trinidad, Cristóbal López Gándara (2018)
- Cautivo, Juan Francisco Algarra (2018)
- La Virgen María, Alfonso López Cortés (2018)
- A Ti, Cautivo, Antonio Jesús Pareja Castilla (2020)
- Reina de la Trinidad  Pablo Ojeda Jiménez (2023)
- Tu barrio, Trinidad  Alfonso López Cortés (2023)

Cornetas y Tambores:
- Cautivo, Alberto Escámez (1944)
- Nuestro Padre Jesús Cautivo, Pascual Zueco Ramos (1951)
- Madre de la Trinidad, Miguel A. Gálvez Robles (2000)
- Todo un barrio a tus pies, Alberto Zumaquero (2003)
- En tu mirada, Cautivo, Sergio Pastor (2008)
- Paso al Rey de San Pablo, José López (2009)
- Trinidad, a tus pies, José López (2009)
- Una oración para ella, José López (2009)
- Recuerdos al Alba, Javier Anaya (2011)
- Leyendas de un barrio, Javier Anaya (2013)
- Evangelio, Ignacio Fortis (2013)
- El Elegido, Alejandro Gómez (2014)
- De tus pasos... Cautivo, Carlos A. Soto y Alejandro Fargas (2014)
- 75 años de Fe, Ignacio Fortis (2014)
- Tristeza en tu mirada, Carlos Alberto Soto (2015)
- La fe en mi hombro, Ignacio Fortis (2015)
- Él, Miguel Ángel Jiménez Soto (2017)
- Ecce Dominus, Ignacio Fortis (2018)
- Promesa, Ignacio Fortis e Iván Poza (2019)
- Ven y sígueme, Ignacio Fortis (2020)
- Rezándote al Alba, Sergio Pastor (2020)

## Recorrido Oficial
| Predecesor: Dolores del Puente | Orden de entrada en el Recorrido Oficial (Lunes Santo) 5.º lugar | Sucesor: Los Estudiantes |